# Bicske
Bicske [bičke] (německy Witschke) je město v Maďarsku na severu župy Fejér. Nachází se asi 27 km západně od Budapešti a je správním městem stejnojmenného okresu. V roce 2018 zde žilo 11 969 obyvatel. Podle údajů z roku 2011 zde bylo 85 % obyvatel maďarské, 6,1 % romské, 1,6 % německé, 0,4 % rumunské a 0,3 % srbské národnosti.

## Historie
Oblast dnešního města Bicske a její okolí byla osídlena již v dávných dobách, první stopy dokládají pozůstatky osídlení a hrobů z mladší doby kamenné. První zmínka o sídle pochází z roku 1306, ačkoli rodina Bicske (kteří byli první vlastníci půdy v této lokalitě a podle nichž získalo město jméno) zde sídlila již od roku 1258. 
Kolem roku 1541 se město stalo součástí okupované části Uher, které vládla Osmanská říše. Protože však ležela na jeho samotných hranicích, časté bylo dvojí zdanění. Občas sem zavítali i uherští výběrčí daní z Komárna. V závěru války s Turky byla obec téměř vylidněná. Poté byla znovu osídlena a v roce 1773 získalo statut města, od roku 1872 jej však v souvislosti se zalitavskou správní reformou ztratilo.
V 18. a 19. století poskytovaly nedaleké kopce s názvem Vértes a Gerecse skvělé možnosti pro lesnictví a těžbu kamene. Díky tomu po několik generací mělo místní obyvatelstvo i tradici v těchto oblastech. Na mapě třetího vojenského mapování je patrná zástavba při Svatoštěpánské ulici (Szent István utca), dnešní Kossuthovo náměstí a na severním okraji Bicske potom i kaštel se zámeckým parkem.
Železniční trať sem byla zavedena v roce 1884, a to z Budapešti do Komáromu a dále do Vídně. Později k ní přibyla lokálka, která spojovala obec se Székesfehérvárem (ta přestala v 70. letech 20. století vozit cestující. Po nějakou dobu sloužila i pro nákladní dopravu). S příchodem železnice význam Bicske neustále rostl, především proto, že díky dráze mohli místní pracovat v nedaleké Budapešti.

## Pamětihodnosti a kultura
Město má svojí knihovnu, která nese název podle Károlyho Nagy. Ten se mimo jiné zasloužil o výstavbu pozorovatelny v této obci.
Ve městě se nachází kaštel - zámek rodu Batthyány (z poloviny 18. století) s rozsáhlým anglickým parkem a dále barokní kostel Nejsvětější trojice (římskokatolický), u Kossuthova náměstí. Nedaleko od Bicske leží ještě pozůstatky kostela z 12. století.

## Doprava
Městem vede již uvedená hlavní železniční trať z Budapešti do Vídně, na níž jsou dvě stanice; Bicske a Bicske-alsó. Hlavní nádraží bylo v roce 2022 přestavováno. Kromě toho prochází městem také i silnice celostátního významu ve stejném směru (č. 1). Ta obchází Bicske po silničním obchvatu.
Severně od města také vede i dálnice M1.

## Známé osobnosti
- Károly Kiss (1903–1983), komunistický politik a ministr
- Antal Forgács (1910–1944) básník, novinář
- Katalin Balogh (1919-2004), herečka
- János Vámosi (1925–1997) zpěvák
- István Lakatos (1927–2002) básník, překladatel